# Campanha de desinformação
Campanhas de desinformação consistem na disseminação intencional de informações falsas, com o objetivo final de enganar, confundir ou manipular sua audiência. Ataques de desinformação podem ser executados por atores estatais ou não estatais para influenciar populações nacionais ou estrangeiras. Esses ataques são comumente empregados para remodelar atitudes e crenças, direcionar uma determinada agenda ou extrair certas ações de um público-alvo.
As campanhas de desinformação podem ser realizadas pelos meios de comunicação tradicionais, como canais de TV e rádios patrocinados pelo estado. No entanto, os ataques de desinformação têm se tornado cada vez mais generalizados e potentes com o advento das mídias sociais. Ferramentas digitais como bots, algoritmos e tecnologia de IA são aproveitadas para espalhar e amplificar a desinformação e focar em populações específicas nas plataformas digitais como Instagram, Twitter, Facebook e YouTube.
Os campanhas de desinformação podem representar ameaças à democracia em espaços online, à integridade dos processos eleitorais, como a eleição presidencial dos Estados Unidos de 2016, e à segurança nacional em geral.
As medidas de defesa incluem aplicações de aprendizado de máquina que podem sinalizar desinformação em plataformas, sistemas de verificação de fatos e ajuste algorítmico e colaboração entre empresas privadas de mídia social e governos na criação de soluções e compartilhamento de informações importantes. Programas educacionais também estão sendo desenvolvidos para ensinar as pessoas a discernir melhor entre fatos e desinformação online.

## Métodos para difundir campanhas de desinformação

### Meios de comunicação tradicionais
Canais de mídia tradicionais podem ser utilizados para difundir desinformação. Por exemplo, o Russia Today é um canal de notícias financiado pelo estado que é transmitido internacionalmente. O objetivo é aumentar a reputação da Rússia no exterior e também retratar as nações ocidentais, como os Estados Unidos, de forma negativa. Ele cobre aspectos negativos dos Estados Unidos e apresenta teorias de conspiração destinadas a enganar e desinformar seu público.

### Mídia social
Os perpetradores utilizam principalmente os canais de mídia social como meio para espalhar a desinformação. Eles aproveitam uma variedade de ferramentas para realizar ataques de desinformação, como bots, algoritmos, tecnologias deep fake e princípios psicológicos.
- Bots (robots) são agentes automatizados que podem produzir e espalhar conteúdo em plataformas sociais online. Muitos bots podem se envolver em interações básicas com outros bots e humanos. Em campanhas de ataque de desinformação, eles são aproveitados para disseminar desinformação rapidamente e comprometer a integridade das redes sociais digitais. Os bots podem produzir a ilusão de que uma parte da informação vem de uma variedade de fontes diferentes. Ao fazer isso, as campanhas de ataque de desinformação tornam seu conteúdo crível por meio de exposições repetidas e variadas.[8] Ao inundar os canais de mídia social com conteúdo repetido, os bots também podem alterar algoritmos e desviar a atenção online para o conteúdo de desinformação.[3]
- Algoritmos são aproveitados para amplificar a disseminação da desinformação. Os algoritmos filtram e personalizam as informações dos usuários e modificam o conteúdo que eles consomem.[9] Um estudo descobriu que algoritmos podem ser canais de radicalização porque apresentam conteúdo com base em seus níveis de envolvimento do usuário. Os usuários são atraídos mais para conteúdo radical, chocante e click-bait.[10] Como resultado, postagens extremistas e que chamam a atenção podem angariar altos níveis de engajamento por meio de algoritmos. Campanhas de desinformação podem alavancar algoritmos para amplificar seu conteúdo extremista e semear a radicalização online.[11]
- Deep fake é o conteúdo digital que foi profundamente manipulado. A tecnologia deep fake pode ser aproveitada para difamar, chantagear e personificar alguém. Devido ao seu baixo custo e eficiência, produções deep fake podem ser usadas para espalhar desinformação mais rapidamente e em maior volume do que os humanos. Campanhas de ataque de desinformação podem utilizar essa tecnologia para gerar desinformação sobre pessoas, estados ou narrativas. A tecnologia deep fake pode ser usada como arma para enganar o público e espalhar falsidades.[12]
- A psicologia humana também é aplicada para tornar os ataques de desinformação mais potentes e virais. Fenômenos psicológicos, como estereotipagem, viés de confirmação, atenção seletiva e câmaras de eco, contribuem para a viralidade e o sucesso da desinformação nas plataformas digitais.[13] Os ataques de desinformação são frequentemente considerados um tipo de guerra psicológica devido ao uso de técnicas psicológicas para manipular populações.[14]

## Exemplos

### Campanhas de desinformação contra eleitorado local
Campanhas de desinformação do eleitorado local são frequentemente utilizadas por autocratas com o objetivo de encobrir a corrupção eleitoral . A desinformação do eleitor inclui declarações públicas que afirmam que os processos eleitorais locais são legítimos e declarações que desacreditam os monitores eleitorais. Firmas de relações públicas também podem ser contratadas para executar campanhas especializadas de desinformação, incluindo anúncios na mídia e lobby nos bastidores. Por exemplo, agentes estatais empregaram ataques de desinformação de eleitores para reeleger Ilham Aliyev nas eleições presidenciais do Azerbaijão de 2013. Eles restringiram o monitoramento eleitoral, permitindo que apenas certos grupos, como os ex-aliados da república soviética, observassem o processo eleitoral. Firmas de relações públicas também foram contratadas para divulgar a narrativa de uma eleição honesta e democrática.

### Campanhas russas
- Uma operação russa conhecida como The Internet Research Agency (IRA) gastou milhares em anúncios de mídia social para influenciar as eleições presidenciais de 2016 nos EUA. Esses anúncios políticos alavancaram os dados do usuário e para microsegmentar e espalhar informações enganosas para certas populações, com o objetivo final de aumentar a polarização e comprometer a confiança do público nas instituições políticas.[16] O Projeto de Propaganda de Computação da Universidade de Oxford descobriu que os anúncios do IRA buscavam especificamente semear a desconfiança em relação ao governo dos Estados Unidos entre os mexicanos-americanos e desencorajar a participação eleitoral entre os afro-americanos.[17]
- O Russia Today é um canal de notícias financiado pelo estado que visa aumentar a reputação da Rússia no exterior e retratar as nações ocidentais de uma forma negativa. Tem servido como uma plataforma para disseminar propaganda e conspirações a respeito de estados ocidentais como os EUA [4]
- Durante a Guerra Russo-Ucraniana de 2014, a tradicional guerra de combate da Rússia com ataques de desinformação em sua estratégia ofensiva. Os ataques de desinformação foram alavancados para semear dúvidas e confusão entre as populações inimigas e intimidar os adversários, erodir a confiança do público nas instituições ucranianas e aumentar a reputação e a legitimidade da Rússia. Essa guerra híbrida permitiu à Rússia exercer efetivamente o domínio físico e psicológico sobre as populações-alvo durante o conflito.[18]

### Outras campanhas notáveis
Um aplicativo chamado “Dawn of Glad Tidings”, desenvolvido por membros do Estado Islâmico, auxilia nos esforços da organização para disseminar rapidamente a desinformação nos canais de mídia social. Quando um usuário baixa o aplicativo, ele é solicitado a vinculá-lo à sua conta do Twitter e conceder ao aplicativo acesso para tweetar de sua conta pessoal. Como resultado, este aplicativo permite que tweets automatizados sejam enviados de contas de usuários reais e ajuda a criar tendências no Twitter que amplificam a desinformação produzida pelo Estado Islâmico em um âmbito internacional.

## Preocupações éticas
- Há uma preocupação crescente de que a Rússia possa empregar ataques de desinformação para desestabilizar certos membros da OTAN, como os Países Bálticos . Estados com contextos políticas altamente polarizadas e baixa confiança pública na mídia local e no governo são particularmente vulneráveis a ataques de desinformação.[19] A Rússia pode empregar desinformação, propaganda e intimidação para coagir esses estados a aceitar as narrativas e a agenda russas.[17]
- Ataques de desinformação podem erodir a democracia no ambiente digital. Com a ajuda de algoritmos e bots, a desinformação e notícias falsas podem ser ampliadas, os feeds de conteúdo dos usuários podem ser ajustados e limitados, e as câmaras de eco podem ser facilmente desenvolvidas.[20] Dessa forma, os ataques de desinformação podem gerar polarização política e alterar o discurso público.[21]
- Durante a eleição presidencial dos EUA de 2016, as campanhas de influência russa empregaram técnicas de hacking e ataques de desinformação para confundir o público sobre questões políticas importantes e semear a discórdia. Especialistas temem que ataques de desinformação sejam cada vez mais usados para influenciar eleições nacionais e processos democráticos.[6]

## Medidas de defesa

### Federal
A administração Trump apoiou iniciativas para avaliar a tecnologia de blockchain como um mecanismo de defesa potencial contra a manipulação da Internet. O Blockchain é um banco de dados seguro e descentralizado que pode armazenar e proteger informações transacionais. A tecnologia Blockchain poderia ser aplicada para tornar o transporte de dados mais seguro em espaços online e nas redes da Internet das Coisas, tornando difícil para os atores alterar ou censurar conteúdo e realizar ataques de desinformação.
A "Operação Glowing Symphony" em 2016 foi outra iniciativa federal que buscou combater os ataques de desinformação. Esta operação tentou dissipar a propaganda do ISIS nos canais de mídia social. No entanto, não teve muito sucesso: os atores do ISIS continuaram a disseminar propaganda em outras plataformas online não monitoradas.

### Privado
Empresas privadas de mídia social desenvolveram ferramentas para identificar e combater a desinformação em suas plataformas. Por exemplo, o Twitter usa aplicativos de aprendizado de máquina para sinalizar conteúdo que não está em conformidade com seus termos de serviço e identificar postagens extremistas que incentivam o terrorismo. O Facebook e o Google desenvolveram um sistema de hierarquia de conteúdo onde verificadores de fatos podem identificar e desinformar possíveis desinformações e ajustar algoritmos de acordo. Muitas empresas estão considerando o uso de sistemas jurídicos processuais para regular o conteúdo de suas plataformas também. Especificamente, eles estão considerando o uso de sistemas de apelação: as postagens podem ser retiradas por violar os termos de serviço e representar uma ameaça de desinformação, mas os usuários podem contestar essa ação por meio de uma hierarquia de órgãos de apelação.

### Medidas colaborativas
Os especialistas em segurança cibernética afirmam que a colaboração entre os setores público e privado é necessária para combater com êxito os ataques de desinformação. As estratégias de defesa cooperativas incluem:
- A criação de "consórcios de detecção de desinformação" onde os setores interessados (isto é, empresas privadas de mídia social e governos) se reúnem para discutir ataques de desinformação e propor estratégias de defesa mútua.[3]
- Compartilhamento de informações críticas entre empresas privadas de mídia social e o governo, para que estratégias de defesa mais eficazes possam ser desenvolvidas.[24]
- Coordenação entre governos para criar uma resposta unificada e eficaz contra as campanhas transnacionais de desinformação.

### Educação e conscientização
Em 2018, o vice-presidente executivo da Comissão Europeia para uma Europa adequada à era digital reuniu um grupo de especialistas para produzir um relatório com recomendações para o ensino da alfabetização digital. Os currículos de alfabetização digital propostos familiarizam os alunos com sites de verificação de fatos, como Snopes e FackCheck.org. Este currículo visa equipar os alunos com habilidades de pensamento crítico para discernir entre o conteúdo factual e a desinformação online.